# A última encarnação do Fausto
A última encarnação do Fausto é uma releitura do dramaturgo brasileiro Renato Vianna do mito de Fausto, imortalizado pelo escritores Goethe e Thomas Mann. Escrita em 1921, ficou em cartaz por apenas três dias: 16, 17 e 18 de dezembro de 1922. 
A peça, até então inédita em forma de livro, foi organizada por Sebastião Milaré e publicada em 2011 pela Editora WMF Martins Fontes.

## A obra
Esta obra, como salienta Sebastião Milaré, "relata os últimos dias de um escultor, não por meio de dados da realidade, mas por sugestões do real filtradas dos devaneios e delírios do personagem". Peça que desafia o senso comum por se afastar do registro realista, 'A última encarnação do Fausto' inova também por trazer longas rubricas em que o autor se mostra encenador preocupado em harmonizar numa montagem a música, a interpretação, a cenografia e a iluminação.

### Representação
Drama estático-musical em três atos. Estreou em 16 de dezembro de 1922, no Theatro São Pedro, no Rio de Janeiro, com o seguinte elenco:
Eduardo:  Antônio Ramos
Antônio: Mário Arozo
Mefisto: Renato Vianna
Ilda: Lucília Peres
A Música e a direção musical do espetáculo ficou por conta do músico e compositor Heitor Villa-Lobos.

## Análise
Conforme Milaré, organizador do livro, Renato Vianna tinha dois objetivos bem definidos ao escrever A última encarnação de Fausto. Um manuscrito do arquivo Renato Vianna, descreve que o primeiro era "ingressar nas fileiras, então muito escassas da mocidade revolucionária que havia de plantar com seu sangue generoso, em 1922, o ideal de um Brasil mais justo, mais fecundo e belo". O segundo objetivo era  levar para dentro do teatro as alterações formais, envolvendo a ética e os procedimentos técnicos que possibilitassem a nova estética.
Renato Vianna inicia a carreira como dramaturgo, escrevendo para a atriz Itália Fausta. Une-se aos modernistas Heitor Villa-Lobos e Ronald Carvalho, com os quais funda a Sociedade dos Companheiros da Quimera, com o objetivo de elevar o nível cultural e intelectual do teatro, em 1922. No mesmo ano em que a Semana de Arte Moderna sacudiu o meio artístico de São Paulo, estreia o espetáculo A Última Encarnação de Fausto, no Rio de Janeiro.  A estreia é anunciada como o primeiro teatro de encenação do Brasil.